# Capità general
El capità general és un grau militar. Segons la categorització de l'OTAN correspon a la Categoria OF-10 de general. Sol ser un grau honorífic. Segons els països s'anomena capità general, mariscal de camp, general de cinc estrelles. El grau de capità general aparegué a Espanya durant el segle xvi. El capità general exercia funcions tant militars com de govern. Inicialment s'utilitzà a Amèrica. Aquest càrrec solia pertànyer als virreis, amb tot i degut a l'extensió dels virregnats, fou necessari nomenar capitans generals perquè actuessin en determinades zones de menor extensió. Amb funcions molt similars a las del virrei. A l'Espanya borbònica s'instituí per mandat de Felip V, degut principalment a l'abolició de les institucions pròpies dels estats de la Corona d'Aragó mitjançant els Decrets de nova planta i a Galícia. Al segle xix, degut a la redistribució del territori en províncies, al front de les quals hi haurà funcionaris civils, el capità general perd les funcions governatives i resta com comandament suprem d'una regió militar. El grau era temporal i el titular deixava de ser-ho al cessar en el destí. Desapareix de l'escalafó actiu al mateix temps que les Capitanies Generals.

## Situació actual a Espanya
Actualment, a Espanya, només és capità general el rei d'Espanya, que ostenta aquest grau per la seva condició de cap d'estat i Comandament Suprem, segons la Constitució Espanyola, les Reial ordenances per a les Forces Armades i la modificació de la llei 17/1999. Més que un grau el capità general és una dignitat protocol·lària i sense comandament efectiu. En casos excepcionals tinents generals han estat ascendits a capitans generals, com fou el cas d'Agustín Muñoz Grandes i de Manuel Gutiérrez Mellado. En l'uniforme de capità general de l'exèrcit, s'identifiquen les divises pròpies del comandament suprem: dos bastons creuats en aspa (distintiu tradicional del Comandant en Cap); Amb cinc estrelles de quatre puntes posades en forma de creu, i sobre el conjunt, la Corona Reial. Els respectius comandaments suprems de l'Armada Espanyola i de l'Exèrcit de l'Aire d'Espanya, també es denominen capità general i els ostenta el Rei d'Espanya.

## Capità general a Catalunya
Pels Decrets de Nova Planta, publicat a Catalunya el 16 de gener de 1716, Felip V configurà un règim polític que excloïa la representació de la societat catalana i reforçava la preeminència de les autoritats militars sobre les civils i una assignació quasi sistemàtica del govern dels corregiments (demarcacions substitutòries de les vegueries) a oficials de l'exèrcit del rei. El govern era basat en el dualisme entre capità general i la Reial Audiència de Catalunya (borbònica), però el cap militar era alhora el president del tribunal civil, reunits constituïen el Reial Acord i, a la pràctica governamental, els capitans generals tendiren a reduir l'Audiència a la condició d'òrgan consultiu. Les marcades tensions entre aquestes dues autoritats, dirimides davant del Consell de Castella amb resultats variables, no van modificar el caràcter eminentment forà i la tonalitat sempre repressiva de l'aparell governamental del Principat fins al final de la vigència de la Monarquia Absoluta Borbònica.